# Возеншур
Возеншу́р (рос. Возеншур) — присілок у складі Увинського району Удмуртії, Росія.

## Населення
Населення — 122 особи (2010; 124 в 2002).
Національний склад станом на 2002 рік:
- удмурти — 72 %
- росіяни — 27 %

## Урбаноніми[3]
- вулиці — Клубна, Лісова, Центральна